# گرین ولی (داکوتای جنوبی)
گرین ولی(به انگلیسی: Green Valley) شهری در ایالت داکوتای جنوبی کشور ایالات متحده آمریکا است که جمعیت آن در سرشماری سال ۲۰۱۰ میلادی، ۹۲۸ نفر بوده‌است.